# 타트오르트

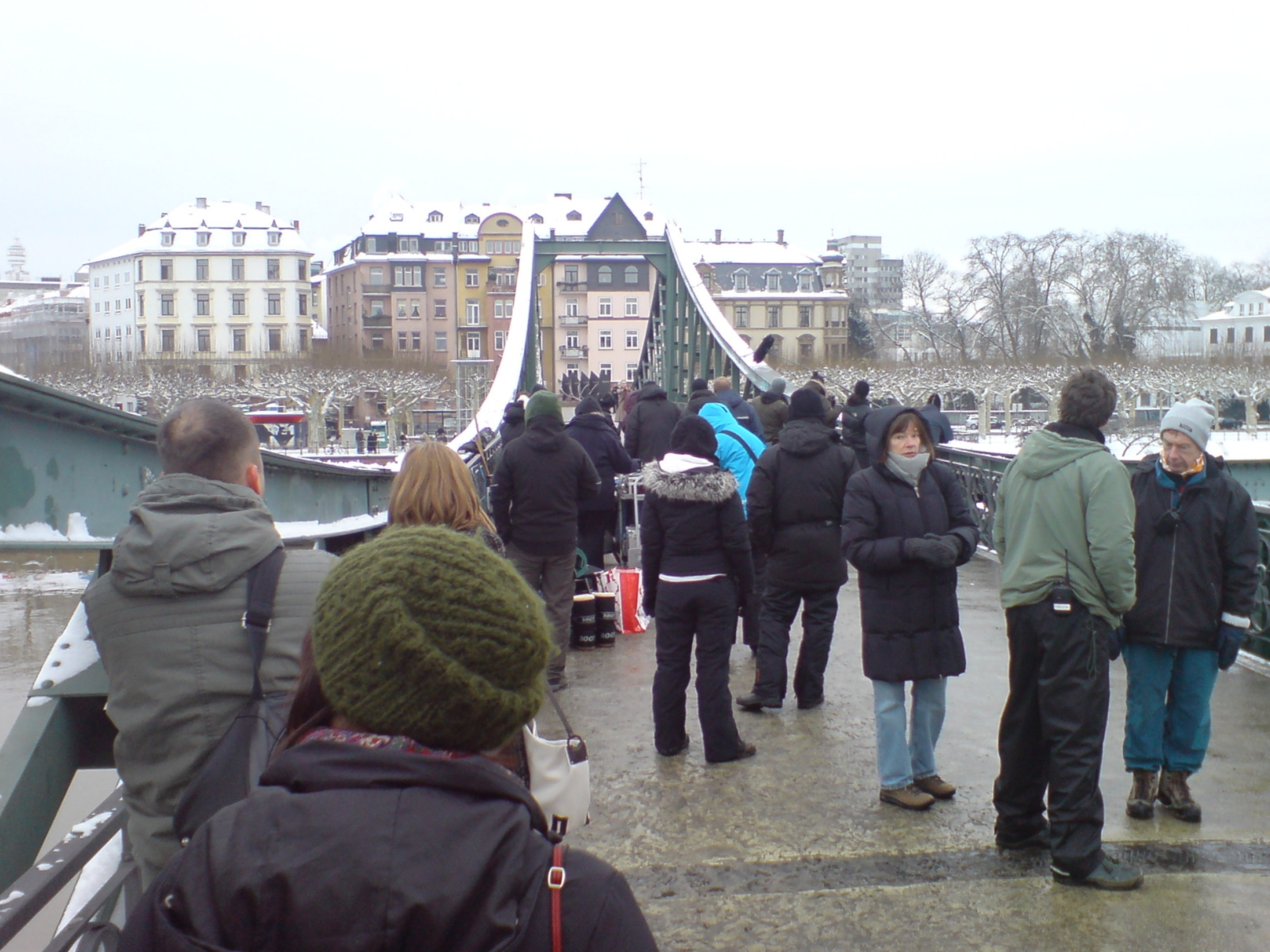

타트오르트(Tatort)는 독일의 범죄 수사물로, 독일어권에서 가장 오랫동안 방영중인 범죄 시리즈이다.
1970년부터 현재까지 독일 ARD에서 제작되고 있으며, 이후 1971년에는 오스트리아 ORF가, 1990년에는 스위스 SRG SSR이 제작에 참여하였다. 현재 Das Erste, ORF2, SRF1의 3개 채널에서 방영중이며, 각 편의 길이는 90분이며, 지금까지 835편 이상이 방송되었다.
동독의 국영방송 DFF에서도 비슷한 수사 드라마인 폴리차이루프 110(Polizeiruf 110)를 제작하여 인기를 끈 적이 있었다.